# Leszek Jachna
Leszek Jachna (ur. 9 maja 1958 w Nowym Targu) – polski hokeista, olimpijczyk.
Reprezentował barwy: Podhala Nowy Targ (1977–79 i 1981–86), Legii Warszawa (1979–1981), Polonii Bytom (1986–89), Cracovii Kraków (1995–96) oraz CHH Txuri Urdin (Hiszpania) (1993–95). W latach 1977–1992 i 1995–1996 wystąpił w 436 meczach polskiej ligi strzelając w nich 197 goli. Zdobywca siedmiu medali mistrzostw Polski – czterech złotych i trzech srebrnych.
W reprezentacji Polski rozegrał 106 spotkań zdobywając 15 bramek. Trzy razy uczestniczył w Zimowych Igrzyskach Olimpijskich – Lake Placid (1980), Sarajewo (1984), Calgary (1988) oraz 4 turniejach o mistrzostwo świata – 1981, 1983, 1985, 1986.
Po wygraniu przez Polskę turnieju mistrzostw świata Grupy B w 1985 i uzyskanym awansie do Grupy A został odznaczony Brązowym Medalem za Wybitne Osiągnięcia Sportowe.
Zamieszkał w Nowym Targu.